# Hypotrichia spissipes
Hypotrichia spissipes är en skalbaggsart som beskrevs av Leconte 1862. Hypotrichia spissipes ingår i släktet Hypotrichia och familjen Melolonthidae. Inga underarter finns listade i Catalogue of Life.